# Кара-Дебе (Баткенская область)
Кара-Дебе (кирг. Кара-Дөбө) — село в Кадамжайском районе Баткенской области Кыргызстана. Административный центр айылного аймака А. Масалиев.

## География
Село расположено в восточной части области, на левом берегу реки Исфайрамсай, на расстоянии приблизительно 27 километров (по прямой) к северо-востоку от города Кадамжай, административного центра района. Абсолютная высота — 938 метров над уровнем моря.

## Население
Согласно оценочным данным Национального статистического комитета Кыргызской Республики, численность населения села на начало 2023 года составляла 3240 человек.
| год     | 2009 | 2014 | 2015 | 2020 | 2021 | 2023 |
| ------- | ---- | ---- | ---- | ---- | ---- | ---- |
| человек | 2874 | 2826 | 2841 | 3168 | 3220 | 3240 |